# Marcia su Roma (Giacomo Balla)
Marcia su Roma fu dipinto dal pittore futurista Giacomo Balla tra il 1931 e il 1933; lo dipinse sul retro del suo quadro Velocità astratta che fece nel 1913, e questa dualità rappresenta le contraddizioni espressive dell'artista.
Marcia su Roma ha uno stile realista diverso dal suo solito stile futurista caratterizzato prettamente da dinamismo e movimento. Per un evento di tale portata era importante immortalare come in una fotografia il momento della presa del potere, catturare per sempre un istante ma mantenendo la dinamicità dell’azione in atto e dei canoni futuristi. L'artista si basò presumibilmente su una fotografia del 30 ottobre 1922 durante la sfilata del futuro Duce verso Villa Borghese due giorni dopo la marcia delle camicie nere alla quale non partecipò in quanto ospite di Margherita Sarfatti, nota per la sua importanza nel panorama culturale internazionale del tempo e con la quale ebbe una relazione, a Cavallasca in provincia di Como.
Al centro della scena v’è Benito Mussolini affiancato dai quadrumviri. A partire da sinistra sono raffigurati Michele Bianchi, Emilio De Bono, Benito Mussolini, Cesare Maria De Vecchi ed Italo Balbo. In secondo piano vi sono Giacomo Acerbo, Alberto de' Stefani, Attilio Teruzzi, Filippo Tommaso Marinetti e Giuseppe Mastromattei, esponenti di spicco della cultura e della politica italiana dell’epoca. Altri 30 gerarchi attorniati da Camicie Nere seguono le prime file.
Balla ha sottolineato l'espressione e la posa solenne tipica di Mussolini, evidenziandone la virilità e la regalità di un condottiero trionfante, così come evidente dai filmati d’epoca nonché dai futuri discorsi, aventi tutti una marcata espressione fiera e decisa, esattamente come Balla ha immortalato il volto di Mussolini nel suo dipinto.